# Wiiチャンネル
Wiiチャンネル（ウィーチャンネル）とは、任天堂より販売されていた家庭用ゲーム機・Wiiに内蔵もしくは追加可能なアプリケーションソフトウェアの総称である。各々のソフトはチャンネルと呼ばれる。

## 概要
「誰でも気軽に触れることが出来るゲーム機」「毎日電源を入れたくなるゲーム機」というWiiのコンセプトによって考案、そして誕生した機能がWiiチャンネルである。天気・ニュース・インターネット等と、テレビゲームを普段しない人もWiiに触れることが出来るチャンネルも用意されている。
Wiiを起動すると、Wiiメニューが表示され、12個のチャンネル枠が表示される。チャンネル枠が12個並んでいるページが全4ページあり、合計48個までチャンネルを増やすことができる。ただし、初めから『ディスクドライブチャンネル』等を含め6個が既に埋まっているため、後から追加できるチャンネル数は実質42個までとなる。チャンネル枠が全て埋まった場合はこれ以上チャンネルを増やすことは出来ないが、購入時から表示されている6つのチャンネル以外は、削除することが出来る。
Wii購入時は『似顔絵チャンネル』『写真チャンネル』の2つのチャンネルのみが利用可能で、一緒に表示されている『Wiiショッピングチャンネル』『お天気チャンネル』『ニュースチャンネル』はWiiをインターネットに接続することで利用可能になる。その他のチャンネルは、『Wiiショッピングチャンネル』内よりダウンロードする。さらに、ゲームソフトによっては、そのゲームソフトに関連したチャンネルが追加される場合もある。また、ダウンロードしたバーチャルコンソールやWiiウェアのゲーム、Wiiやニンテンドー ゲームキューブのディスクゲームも一つのチャンネルという扱いになっているため、Wiiメニューに他のチャンネルと一緒に表示される。
任天堂は2013年4月12日、Wii向けネットワークサービスの一部を同年6月28日で終了すると発表した。
終了するのは、「お天気チャンネル」「デジカメプリントチャンネル」「ニュースチャンネル」「みんなで投票チャンネル」「みんなのニンテンドーチャンネル」「Miiコンテストチャンネル」と、「WiiConnect24」でのWiiフレンドとのデータ交換。
2019年1月31日には『Wiiショッピングチャンネル』が終了。現在でも使えるのは本体内蔵のチャンネル及びゲームディスクから取得するチャンネルだけとなった。

## チャンネル一覧

### 購入時から利用可能なチャンネル
ディスクドライブチャンネル
Wii用ソフト、ニンテンドーゲームキューブ用ソフトを起動するチャンネル。メニューの一番左のページの左上に固定されており、配置場所を変えることはできない。
また、ゲームキューブ用ソフトを起動させた場合、本体の機能は完全にゲームキューブと同じものに切り替わるため、直接Wiiメニューに戻ることはできない。また、Wiiリモコンにも反応しなくなるため、電源を落とす際には直接本体の電源スイッチに触れる必要がある。
Wii用ソフトを入れるとそのソフトのタイトル表示やWiiチャンネルと同じようにアニメーションや音が流れ、ゲームキューブ用のソフトの場合は全てゲームキューブのロゴマークしか表示されない。
似顔絵チャンネル
「Mii」（ミー）という家族や友達などに似たキャラクターを作成するチャンネル。
写真チャンネル
SDメモリーカード対応のデジタルカメラや携帯電話などで撮った写真・動画や、電子メールで「Wii伝言板」に送られてきた画像を閲覧するチャンネル。なお、2007年12月以降販売分のWii本体には写真チャンネル1.1が搭載されている。それ以前に販売されたWii本体には写真チャンネル1.0（バージョン表記無し）が搭載されている。写真閲覧やSDカードからの写真データマウントは可能であるが、逆のSDカードへの画像出力はできない。
Wii インターネットにつなぐと、できること。
2008年秋以降出荷のWiiに内蔵されている。Wiiをネットワークに繋ぐことで、利用できる事項が映像で確認できる。このチャンネルはインターネットに接続すると不要になるため、接続後は映像の最後にて削除の確認画面が表示される。また、Wiiオプションから削除することも可能。本体を初期化してもこの映像は復活しない。

### インターネット接続後に利用可能になるチャンネル
Wiiショッピングチャンネル
バーチャルコンソールのソフトやWii専用ソフト（Wiiチャンネル、Wiiウェア）を購入及びダウンロードするチャンネル。2019年1月31日にサービス終了。

### Wiiショッピングチャンネルでダウンロードするチャンネル
インターネットチャンネル
ウェブページを閲覧するチャンネル。「お試し版」は2006年12月22日に、「正式版」は2007年4月12日に配信が開始され、2019年1月31日に配信が終了された。ただし、本チャンネルのダウンロード履歴がある本体では現在でもチャンネルを利用することができる。2009年8月31日まで有料（500ポイント）で配信されていたが、2009年9月1日より無料で配信されている。なお、有料期間にダウンロードしたユーザーには、2009年10月21日から2009年12月31日までの間、「500ポイント分のバーチャルコンソールのファミコンソフトを1本プレゼント」という形で、購入時に支払った500ポイントの実質返還が行われた。
写真チャンネル1.1
写真チャンネルのバージョンアップ版。2007年12月11日に配信が開始された。ただし、写真チャンネル1.0（バージョン表記無し）が搭載されているWii本体のみダウンロード可能で、2007年12月以降販売分のWii本体については、この写真チャンネル1.1が初めから搭載されているためダウンロードの必要はない。
写真チャンネル1.0復旧プログラム
大乱闘スマッシュブラザーズXディスクでWii本体のアップデートを行った際、本体内蔵の写真チャンネルが1.0から1.1にアップデートされ、戻せなくなったときに利用するチャンネル。2008年3月17日に配信が開始された。
大合奏!バンドブラザーズDX専用 スピーカーチャンネル
ニンテンドーDS用ソフト『大合奏!バンドブラザーズDX』で使用できるチャンネル。『大合奏!バンドブラザーズDX』を購入したユーザーのみが1本のソフトにつき1台のWiiにダウンロードすることができる。2008年6月26日に配信が開始され、2019年1月31日に配信が終了された。ただし、本チャンネルのダウンロード履歴がある本体では現在でもチャンネルを利用することができる。
DSとのワイヤレス通信によって、最大8人までテレビのスピーカーからの高音質かつ大音量のサウンドで演奏することができる。
きょうとあしたの占いラッキーチャンネル
生年月日等のデータを利用して、インターネットに接続せずとも今日・明日の運勢や「みちしるべ」の占いができるチャンネル。2008年12月2日に配信が開始され、2019年1月31日に配信が終了された。ただし、本チャンネルのダウンロード履歴がある本体では現在でもチャンネルを利用することができる。
ゼルダの伝説スカイウォードソード データ修復チャンネル
ゲーム進行に不具合が起きた時に使用するチャンネル（ゼルダの伝説 スカイウォードソード#その他も参照）。2011年12月21日に配信が開始された。
Wii Uへの引っ越し
WiiのセーブデータやWiiショッピングチャンネルで購入したソフトやデータをWii Uに引っ越しさせるためのチャンネル。利用するにはネットワーク環境とWii UへのニンテンドーネットワークIDの登録が必要。2012年12月8日に配信が開始された。

#### 配信・サービスを終了したチャンネル
テレビの友チャンネル Gガイド for Wii
テレビ番組表を見るチャンネル。番組表を見るだけでなく、ジャンル別やキーワード入力等による番組検索をしたり、様々な表示方法で見たりすることもできた。2008年3月4日に配信が開始され、テレビのアナログ放送終了と同日の2011年7月24日に配信・サービス終了。
Wiiの間
任天堂と電通が共同で運営していた、動画配信サービスを利用するためのチャンネル。2009年5月1日に配信が開始され、2012年4月30日に配信・サービス終了。
お天気チャンネル
本体にあらかじめ組み込まれているチャンネルの一つで、ウェザーニュースによる天気予報を見ることができた。2013年6月28日にサービス終了。
ニュースチャンネル
本体にあらかじめ組み込まれているチャンネルの一つで、最新のニュースを確認できた。2013年6月28日にサービス終了。
みんなで投票チャンネル
WiiConnect24を利用し、世界規模のアンケートを行うことが出来た。2007年2月14日に配信が開始された。2013年6月28日に配信・サービス終了。
Miiコンテストチャンネル
自分の作成したMiiを全国のWiiユーザーと共有したり、出されたテーマに沿ったMiiを投稿・評価することが可能だった。2007年11月12日に配信開始された。2013年6月28日に配信・サービス終了。
みんなのニンテンドーチャンネル
最新のゲームソフトの紹介映像やテレビCMを見たりニンテンドーDS用ソフトの体験版をダウンロードするサービスが行われた。2007年11月27日に配信が開始された。2013年6月28日に配信・サービス終了。
デジカメプリントチャンネル
デジタルカメラ等で撮った写真のプリントサービスを申し込むチャンネル。2008年7月23日に配信が開始された。2013年6月28日に配信・サービス終了。
Wiiスピークチャンネル
Wiiスピークを利用してボイスチャットをするためのチャンネル。WiiスピークもしくはWiiスピーク同梱ソフトを購入したユーザーのみがダウンロード可能。2008年12月4日に配信が開始された。2014年5月20日にサービス終了。
出前チャンネル
料理の出前を注文できるチャンネル。夢の街創造委員会の宅配・デリバリーポータル「出前館」のシステムを利用する。2009年5月26日に配信が開始された。2017年2月22日にソフトの配信を終了し、同年3月31日にサービス終了。
Hulu
動画配信サービスを利用するためのチャンネル。2012年8月9日に配信が開始された。任天堂以外の他社が初めて運営しているチャンネル。2017年5月17日にサービス終了。
YouTube
多数の投稿動画を視聴をするためのチャンネル。2013年3月25日に配信が開始された。こちらも任天堂以外の他社が運営しているチャンネル。なお、ログインはWiiからは直接行えず、（Googleアカウントを予め取得しかつログインした状態の）PCまたは携帯端末経由で行う必要がある。2017年6月30日にサービス終了。

### ゲームディスクよりインストールするチャンネル
Wii Fitチャンネル（Wii Fit Plusチャンネル）
『Wii Fit』のトレーニングの成果をグラフやカレンダーで確認できるチャンネル。『Wii Fit』のゲームディスクよりインストールする。成果を確認する以外にもバランスWiiボードを用いてBMIを計って記録することができるが、『Wii Fit』のゲームディスク内に収録されているトレーニングをプレイするためには、ゲームディスクを挿入する必要がある。
マリオカートチャンネル
『マリオカートWii』内で記録された成績の世界ランキングを確認したり、定期的に開かれる大会に参加したりするチャンネル。『マリオカートWii』のゲームディスクよりインストールする。レースを行う際にはゲームディスクを挿入する必要がある。

### その他のチャンネル
Wii Fit からだチェックチャンネル
『Wii Fit』の記録データや『歩いてわかる 生活リズムDS』の歩数データを利用して、専門の保健指導者から個別に健康指導・アドバイスを受けられるチャンネル。NEC・パナソニックメディカルソリューションズ・日立との共同開発および運営。2009年4月より一部の健康保険組合や特定保健指導サービス機関向けに提供が開始された。このチャンネルはこれらの機関の利用者に必要に応じて提供される仕組みとなっているため、『Wiiショッピングチャンネル』等を通して誰でも入手・利用できるものではない。

## Wii Uでの利用
次世代機であるWii Uでも「Wiiメニュー」を起動することによってWiiと同様の機能を利用することができるが、Wii UはWiiConnect24に対応していないこともあって、多くのチャンネルが利用不可となっている。ゲームインストールなどで利用できるチャンネルはWii U専用のものも含めて以下しか存在せず、それ以外でダウンロードできるチャンネルは本体改造がない限りWiiウェア、バーチャルコンソールのみである。
- ディスクドライブチャンネル[5]
- 似顔絵チャンネル[6]
- Wiiショッピングチャンネル[7]
- Wii Fitチャンネル（Wii Fit Plusチャンネル）
- マリオカートチャンネル[8]
- 大合奏!バンドブラザーズDX専用 スピーカーチャンネル
- ゼルダの伝説スカイウォードソード データ修復チャンネル

さらに、カナダなどで販売されたWii Miniではインターネット接続機能、プログレッシブ出力機能なども省略されたため、太字のチャンネルが使用不可であり、Wiiウェアやバーチャルコンソールもダウンロード不可。
また、以下の3つのチャンネルはWii UのWiiメニューでのみ利用できる。
Wiiメニュー電子説明書
Wii Uの取扱説明書にも載っていないWiiメニューの説明部分を更にここで見ることができる。Wii miniにも搭載。
Wii Uメニューへ
このチャンネルを起動させるとWii U本体が再起動しWii Uメニューに戻ることができる。
Wiiからの引っ越し
Wii本体からソフトやデータを引っ越しさせる際に利用するチャンネル。
Wii U本体更新 修復プログラム
Wii U本体で、Wii用ソフト「ドラゴンクエストX 目覚めし五つの種族 オンライン」の利用券を購入した場合にエラーコード「105-3102」が発生し、Wii Uの本体更新やニンテンドーeショップが利用できない状態のWii U本体を修復するチャンネル。